# La Cuesta
La Cuesta è un distretto della Costa Rica facente parte del cantone di Corredores, nella provincia di Puntarenas.